# 猫と庄造と二人のをんな
『猫と庄造と二人のをんな』（ねことしょうぞうとふたりのおんな）は、谷崎潤一郎の長編小説。猫のリリーを中心に、2人の女と1人の男の三角関係を描いた物語。
1936年（昭和11年）、雑誌『改造』1月号と7月号に掲載された。単行本は1937年（昭和12年）7月に創元社より刊行された

## あらすじ
庄造の前妻・品子は現在の妻・福子に対し、雌猫のリリーを譲って欲しいという手紙を出した。福子は夫の庄造に「譲ってあげなさい」と言うが、彼にはそういう意志はない。福子は自分以上にリリーが夫に大事にされている状況に耐えられなかったのだ。夫婦喧嘩の末に、庄造は猫を品子に譲ることに同意する。
リリーは以前にも他人に譲られたことがあったが、その時も自らの意志で庄造のもとに戻って来たので、彼は今回もそうなるだろうと期待していた。リリーが品子の所に移って、庄造は雌猫を思い出しては懐かしんだ。品子のもとに到着したばかりのリリーは品子になつかず、彼女の思った通りに動いてくれない。猫の面倒を診ることがこんなに大変だとは彼女にしてみれば予想外だった。しかし次第に両者ともに打ち解け合い、品子は猫とはこんなにもかわいいものかと思い始める。庄造はリリーが恋しくてたまらず品子の留守中にこっそりと家を訪ねる。虐められていやしないかと心配していたが、意外にもリリーが大切に飼われている痕跡を見つけ、安堵する。リリーと久しぶりに会ったのもつかの間、品子が帰宅し、庄造は見つからないよう慌てて家を後にする。

## 登場人物
リリー
庄造が溺愛している雌猫。庄造に10年飼われていた。
庄造
荒物屋。仕事に対するやる気が無い。名字は石井。
福子
庄造の妻。2人は、いとこ同士に当たる（福子の父がおりんの兄）。夫を雌猫のリリーに奪われているという理由でリリーに嫉妬している。
品子
庄造の前妻。姑のおりんによって追い出された。離婚後は妹の初子夫妻と一緒に住んでいる。
おりん
庄造の母親。彼を自分の意のままに操っている。品子とは仲が悪かった。
塚本
畳屋。庄造と品子の仲人。

## 映画化
1956年10月9日「猫と庄造と二人のをんな（映画）」公開。製作は東京映画、配給は東宝。第30回キネマ旬報ベスト・テン日本映画第4位。
かつて会員制ビデオ販売機構キネマ倶楽部から「日本映画傑作全集」としてVHSが発売されていた。
スタッフ
- 監督：豊田四郎
- 原作：谷崎潤一郎
- 脚本：八住利雄
- 撮影：三浦光雄
- 音楽：芥川也寸志
- 美術監督：伊藤熹朔

キャスト
- 庄造：森繁久彌
- 福子：香川京子
- 晶子：山田五十鈴
- おりん：浪花千栄子
- 煙草屋の女将：萬代峰子
- 城川夫人：三好栄子
- 初子：南悠子
- 木下：芦乃家雁玉
- 萩村：田中春男
- 添山：山茶花究
- 国粋堂：横山エンタツ
- 多美子：環三千代
- 魚屋鯵のとれとれ：谷晃

## テレビドラマ化
- 一千万人の劇場『猫と庄造と二人の女』（関西テレビ放送）
  - 1964年（昭和39年）7月15日 水曜日 21:45-22:45 日本電気・新日本電気提供
  - 脚本：八住利夫（八住利雄）。演出：鍵田忠俊。音楽：田中正史。制作：KTV
  - 出演：実川延若（實川延若）、浪速千栄子（浪速千榮子）、野川由美子、夢路いとし
- 日本名作ドラマ『猫と庄造と二人のおんな』（テレビ東京）
  - 1996年（平成8年）3月20日 水曜日
  - 脚本：市川森一。演出：森﨑東。制作協力：松竹大船撮影所。制作：松竹、TX
  - 音楽：知名定男。題字：永井路子。プロデューサー：橋本かおり、大野晴雄、原克子。
  - 出演：藤田まこと、いしだあゆみ、麻生祐未、荒木雅子、明日香まゆ美（明日香まゆみ）、遠藤憲一、すまけい、山口美也子、渡辺いっけい、芦屋小雁、絵沢萌子、早川雄三、宮坂ひろし、北村大造、和泉ちぬ

| フジテレビ系列 一千万人の劇場 | フジテレビ系列 一千万人の劇場                     | フジテレビ系列 一千万人の劇場  |
| 前番組                        | 番組名                                            | 次番組                         |
| ----------------------------- | ------------------------------------------------- | ------------------------------ |
| 幸せを三人前 （1964年7月8日） | 猫と庄造と二人の女 （1964年版） （1964年7月15日） | ある母の記録 （1964年7月22日） |